# Tipula (Microtipula) baeostyla
Tipula (Microtipula) baeostyla is een tweevleugelige uit de familie langpootmuggen (Tipulidae). De soort komt voor in het Neotropisch gebied.